# Одинокий шлях

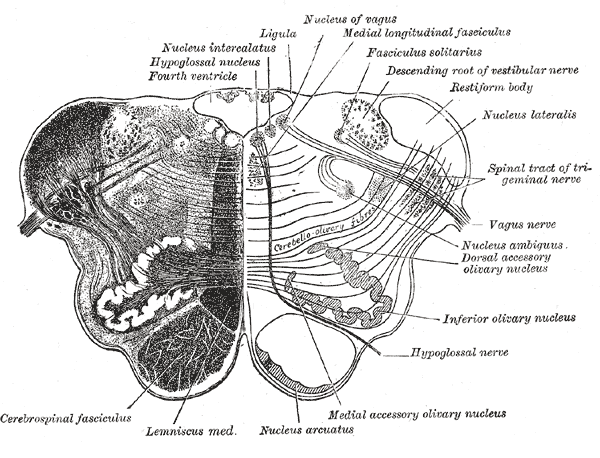
Поперечний переріз через довгастий мозок. Fasciculus solitarius — одинокий шлях.

Одинокий шлях (лат. tractus solitarius) — пучок нервових волокон, що проходить всередині задньої частини довгастого мозку ссавців. До його складу входять ділянки лицевого, язико-глоткового і блукаючого нервів. Одинокий шлях оточений ядром одинокого шляху.

## Історія відкриття
Одинокий шлях був уперше описаний на перерізах довгастого мозку Джейкобом Кларком і Бенедиктом Стіллінгом у 1840-50ті роки. Спочатку анатоми вважали, що він складається лише з блукаючого нерва. Проте вже до 1900 року було визначено, що одинокий шлях включає до себе гілки трьох черепних нервів.

## Функція
Бере участь у передачі сенсорної інформації від внутрішніх органів (серця, шлунку, легень), смакових рецепторів язика.

## Застарілі синоніми
Латинські:
- fasciculus rotundus
- fasciculus solitarius
- funiculus solitarius

Також:
- дихальний пучок Гірке[en]
- дихальний пучок Краузе[en]